# Baxter Renman
Baxter Renman (* 26. Oktober 2010 in Södermalm) ist ein schwedischer Kinderdarsteller.

## Leben und Karriere
Renman wurde am 26. Oktober 2010 in Södermalm geboren. Sein Debüt gab er 2012 in der Dokuserie Född 2010. Anschließend bekam er 2019 in dem Film Sune vs. Sune eine Hauptrolle. Im selben Jahr trat er in Finaste familjen auf. Unter anderem spielte er in dem Film Sune – Best man mit. Außerdem wurde Renman für die Miniserie Tsunami gecastet. 2021 war er in Sune – Uppdrag midsommar zu sehen. Unter anderem setzte er 2023 seine Karriere in dem Film Ett sista race fort.

## Filmografie (Auswahl)
- 2012: Född 2010 (Dokumentation)
- 2018: Sune vs. Sune
- 2019: Finaste familjen (Fernsehserie)
- 2019: Sune – Best man
- 2020: Tsunami (Miniserie)
- 2021: Sune – Uppdrag midsommar
- 2023: Ett sista race
- 2025: Genombrottet (Fernsehserie)